# Белорусская служба Польского радио
Белорусская служба Польского радио (бел. Беларуская служба Польскага радыё; пол. Polskie Radio w języku białoruskim) — радиоблок Польского радио на белорусском языке.

## История
В структуру Польского радио для заграницы входит Белорусская служба, которая была основана 13 января 1992 года, но первая передача на белорусском языке вышла в эфир уже 15 декабря 1991 года в программе Польской службы.
Активно представлялась сотрудничество со СМИ в Белоруссии. Уже после первого года существования наладилось сотрудничество с радиостанцией «Беларуская маладзёжная», которое продолжилась до момента упразднения станции. Совместно с «БМ» был подготовлен радиомост Варшава — Минск с участием тогдашнего президента Польши Леха Валенсы и председателя Верховного Совета Республики Беларусь Станиславом Шушкевичем. Часовую передачу можно было слушать одновременно по Первой программе Польского радио и на волнах «Беларускай маладзёжнай».